# Шарль Спаак
Шарль Спаак (фр. Charles Spaak; 25 травня 1903, Брюссель, Бельгія — 4 березня 1975, Ніцца, Франція) — бельгійський кіносценарист; більшу частину життя жив та працював у Франції.

## Життєпис
Шарль Спаак народився 25 травня 1903 року у Брюсселі, Бельгія, в родині відомих інтелектуалів і політиків. Його батько — драматург і поет Поль Спаак, брат — політик Поль-Анрі Спаак. Шарль Спаак батько акторок Катрін Спаак та Аньєс Спаак.
У 1928 році Шарль Спаак оселився в Парижі де починав свою кар'єру як секретар режисера Жака Фейдера, який згодом запропонував йому здійснити кіноадаптацію п'єси Робера де Флера і Гастона Армана де Кайяве для свого фільму «Нові пани» (фр. Les nouveaux messieurs). Працював головою рекламного відділу кінокомпанії Альбатрос. У 1930-і роки продовжував писати сценарії для Фейдера: «Велика гра» (1934), Пансіон «Мімоза» (1935), «Героїчна кермесса» (1935). Працював з іншими провідними режисерами, серед яких Жан Гремійон, Жульєн Дювів'є, Жан Ренуар, Марсель Л'Ерб'є та ін., зарекомендувавши себе, поряд з Жаком Превером і Анрі Жансоном, як провідний сценарист періоду розквіту французького кіно 1930-х років.
Після війни разом з режисером Андре Каяттом створив сценарії фільмів «Правосуддя відбулося» (1950), «Ми всі вбивці» (1952), «Перед потопом» (1953), «Чорне досьє» (1955), «Меч і ваги» (1963); з Марселем Карне — «Тереза Ракен» (за Емілем Золя, 1953), «Обманники» (1958). Серед інших сценаріїв: «Нормандія-Німан» (1960, з К. М. Симоновим і Ельзою Тріоле) — перший фільм спільного французько-радянського виробництва, поставлений режисером Жаном Древілем.
У своїх найкращих сценаріях, що відрізняються ретельністю зображення середовища і характерів, Спаак прагнув до постановки соціальних і психологічних проблем. У 1948 поставив за власним сценарієм фільм «Таємниця Бартона».
У 1953 році Шарль Спаак входив до складу міжнародного журі 6-го Каннського міжнародного кінофестивалю під головуванням Жана Кокто.

## Фільмографія
- 1928 : Нові пани / Les nouveaux messieurs
- 1930 : Маленька Ліз / La petite Lise
- 1932 : Метиска Даяна / Daïnah la métisse
- 1933 : Абат Константен / L'abbé Constantin
- 1934 : Велика гра / Le grand jeu
- 1934 : Будинок в дюнах / La maison dans la dune
- 1935 : Пансіон «Мімоза» / Pension Mimosas
- 1935 : Рота / La bandera
- 1935 : Адемай в середньому віці / Adémaï au moyen âge
- 1935 : Прекрасні днинки / Les beaux jours
- 1935 : Героїчна кермесса / La kermesse héroïque
- 1935 : Озброєна варта / Veille d'armes
- 1935 : Веселі фінанси / Les gaîtés de la finance
- 1936 : Секрет Полішинеля / Le secret de Polichinelle
- 1936 : Вовки серед нас / Les loups entre eux
- 1936 : Славна компанія / La belle équipe
- 1936 : Двері просторі / La porte du large
- 1936 : Карапуз / Le mioche
- 1936 : На дні / Les bas-fonds
- 1936 : Герой дня / L'homme du jour
- 1937 : Велика ілюзія / La grande illusion
- 1937 : Серцеїд / Gueule d'amour
- 1937 : Алоха, гімн островів / Aloha, le chant des îles
- 1937 : Молленар / Mollenard
- 1938 : Дивний пан Віктор / L'étrange Monsieur Victor
- 1939 : Кораловий риф / Le récif de corail
- 1939 : Кінець дня / La fin du jour
- 1939 : Останній поворот / Le dernier tournant (адаптація)
- 1939 : Танцівниця / L'entraîneuse
- 1939 : Закон півночі / La loi du nord
- 1940 : Божий слід / L'empreinte du Dieu
- 1940 : Батько і син / Untel père et fils
- 1941 : Перший бал / Premier bal
- 1941 : Убивство Діда Мороза / L'assassinat du Père Noël (адаптація)
- 1941 : Гріхи молодості / Péchés de jeunesse (і адаптація)
- 1941 : Буксири / Remorques (адаптація; в титрах не зазначений)
- 1942 : Ліжко під балдахіном / Le lit à colonnes (і адаптація)
- 1942 : Граф Монте-Крісто: Едмон Дантес / Le comte de Monte Cristo, 1ère époque: Edmond Dantès
- 1942 : Граф Монте-Крісто: Відплата / Le comte de Monte Cristo, 2ème époque: Le châtiment
- 1943 : Прекрасний фрегат / À la Belle frégate
- 1943 : Нескінченні сходи / L'escalier sans fin
- 1944 : Небо належить вам / Le ciel est à vous (і адаптація)
- 1944 : Кармен / Carmen
- 1944 : Підвали Мажестика / Les caves du Majestic
- 1945 : Батько Горіо / Le père Goriot (адаптація)
- 1945 : Частина тіні / La part de l'ombre
- 1946 : Єрихон / Jericho (адаптація)
- 1946 : Ідіот / L' Idiot (адаптація)
- 1946 : Людина в котелку / L'homme au chapeau rond (і адаптація)
- 1946 : Справа про намисто королеви / L'affaire du collier de la reine
- 1946 : Ганьба і помста пана Роже / La revanche de Roger la Honte
- 1946 : Паніка / Panique
- 1947 : Шуани / Les chouans
- 1948 : Нескінченна дорога / Route sans issue
- 1948 : Нескінченний конфлікт / Éternel conflit (сюжет і адаптація)
- 1948 : Від людини до людей / D'homme à hommes
- 1948 : Зворотній бік карт / Le dessous des cartes
- 1949 : Таємниця Бартона / Le mystère Barton
- 1949 : Повернення до життя / Retour à la vie
- 1949 : Портрет убивці / Portrait d'un assassin
- 1950 : Правосуддя відбулося / Justice est faite
- 1950 : Блек Джек / Black Jack (і сюжет)
- 1951 : Ніч — моє царство / La nuit est mon royaume
- 1952 : Сім смертних гріхів (епізод "Жадібність") / Les sept péchés capitaux
- 1952 : Ми всі вбивці / Nous sommes tous des assassins
- 1952 : Прекрасні створіння / Adorables créatures
- 1953 : Молодожони / Jeunes mariés
- 1953 : Тереза Ракен / Thérèse Raquin (і адаптація)
- 1954 : Пляж / La spiaggia
- 1954 : Громадська думка / Opinione pubblica
- 1954 : Перед потопом / Avant le déluge
- 1954 : Велика гра / Le grand jeu
- 1955 : Чорне досьє / Le dossier noir
- 1956 : Париж, Палас-отель / Paris, Palace Hôtel
- 1956 : Злочин і покарання / Crime et châtiment
- 1957 : Коли втручається жінка / Quand la femme s'en mêle
- 1957 : Чарівні хлопчики / Charmants garçons
- 1958 : Дурисвіти / Les Tricheurs
- 1959 : Катя / Katia
- 1960 : Нормандія-Німан / Нормандия-Неман
- 1960 : Француженка і кохання / La française et l'amour
- 1960 : До захвату / Vers l'extase
- 1961 : Картуш / Cartouche
- 1962 : Спекотна кімната / La chambre ardente
- 1963 : Меч і ваги / Le glaive et la balance
- 1963 : Матіас Сандорф / Mathias Sandorf
- 1963 : Жерміналь / Germinal
- 1963 : Без жартів / Blague dans le coin
- 1965 : Мільярд у більярд / Un milliard dans un billard (адаптація)
- 1973 : Амазонки / Le guerriere dal seno nudo
- 1974 : Руку на відсікання / …la main à couper

## Визнання
| Рік                                 | Категорія                                 | Номінант      | Результат |
| ----------------------------------- | ----------------------------------------- | ------------- | --------- |
| Каннський міжнародний кінофестиваль |                                           |               |           |
| 1954                                | Спеціальна згадка (разом а Андре Кайятом) | Перед потопом | Перемога  |